# Uniune reală
Uniunea reală este o uniune constituțională stabilită între state suverane care au în comun nu doar conducătorul, ca în cazul uniunii personale, ci și alte instituții.
Spre deosebire de uniunile personale, uniunile reale au condus aproape exclusiv la reducerea suveranității pentru constituenții mai slabi din punct de vedere politic.Aceasta a fost cazul cu Marelelui Ducat al Lituaniei, Regatul Scoției și Norvegiei, care au intrat sub influența vecinilor mai puternici, respectiv Regatul Polonia, Regatul Angliei și Danemarca, cu care fiecare a împărtășit anterior o uniune personală. Exemplul al unei astfel de mișcări este Regatul Ungariei (Țările Coroanei Sfântului Ștefan), care a obținut statutul egal cu Arhiducatul Austriei în Austro-Ungaria în urma Compromisul austro-ungar din 1867.

## Exemple în istorie
- Din 1460 uniune reală între Ducatul Schleswig și Ducatul Holstein
- 1509–1814, uniunea reală Danemarca-Norvegia
- 1569, Unirea de la Lublin: transformarea uniunii personale dintre Regatul Poloniei și Marele Ducat al Lituaniei în Prima Rzeczpospolita, numită și Uniunea polono-lituaniană (până în 1791)
- 1802–1810, uniunea reală a principatelor Salm-Salm și Salm-Kyrburg în Principatul Salm
- 1809, uniune reală (prin prima constituție germană) a principatelor Sachsen-Weimar și Sachsen-Eisenach în Saxa-Weimar-Eisenach
- 1814–1905, uniune reală între Suedia și Norvegia[1][2]
- 1826–1920, Saxa-Coburg și Gotha ca uniune reală între Saxa-Coburg și Saxa-Gotha
- 1867–1918, uniunea reală Austro-Ungaria[1][2]
- 1918–1944, uniune reală între Danemarca și Islanda[1][2]
- 1936–1941[2]/44[1], uniune reală între Italia și Abisinia (Africa Orientală Italiană)
- 1958–1961, Republica Arabă Unită între Egipt și Siria.

Într-o situație aparte se găseau Mecklenburg-Schwerin și Mecklenburg-Strelitz care aveau un parlament comun (trăsătură prin care erau chiar mai unite decât Austro-Ungaria), dar aveau duci diferiți, deci nu erau în uniune.